# Лансинг (аэропорт)
Международный аэропорт Лансинг (англ. Lansing Capital Region International Airport), (IATA: LAN, ICAO: KLAN, FAA LID: LAN) — международный коммерческий аэропорт, расположенный в городе Лансинг (Мичиган), США.
Аэропорт занимает территорию площадью 874 гектара, расположен на высоте 262 метров над уровнем моря, эксплуатирует три взлётно-посадочные полосы. По классификации ИКАО Международный аэропорт Лансинг относится к аэропортам класса C.